# Марикультура

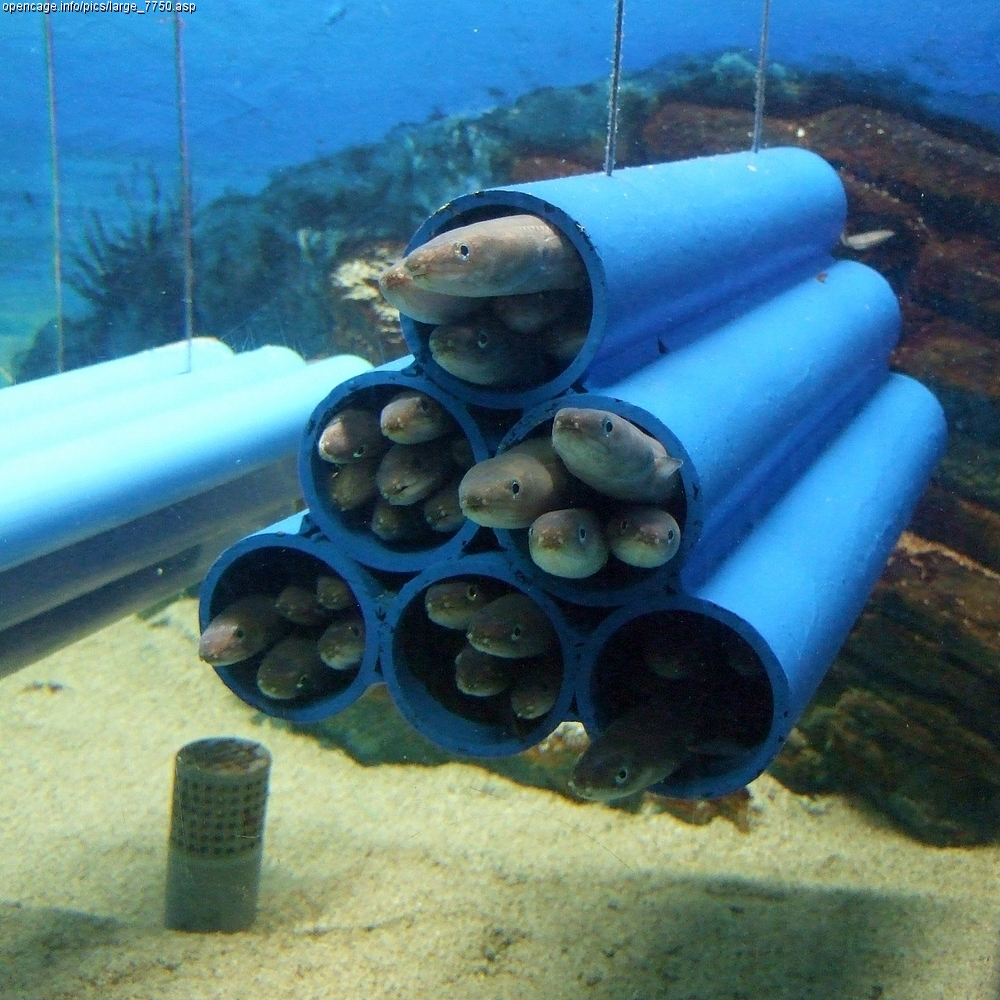
Садкова культура морського вугра в Японії

Марикультура — промислове розведення та вирощування морських водних живих ресурсів (риб, безхребетних, водних рослин) або інших продуктів у спеціальних господарствах на відкритих ділянках океану, у його прибережних районах, у резервуарах, ставках, водогонах, що заповнені морською водою. Прикладом може бути вирощування морської риби, а також молюсків, креветок і водоростей у морських водоймах. Безпосередні продукти виробництва марикультури: риб'яча ікра, агар-агар, ювелірні вироби (наприклад перлини) та косметика.
В Україні марикультура — це різновид аквакультури, яка здійснюється у внутрішніх морських водах України — в Чорному і Азовському морях.

## Розведення молодих риб
Крім власне виробництва, людина займається відтворенням поголів'я риб. Спеціалізовані рибоводні заводи вирощують молодь лососевих, осетрових та інших риб.
Створюються штучні басейни в прибережних зонах для оселедця, сайри, тунця і для безхребетних.

## Ферми з штучного розведення раків, креветок, мідій, устриць
Для забезпечення внутрішніх потреб у споживанні морепродуктів та розвитку експорту, в Україні відриваються ферми для вирощування раків, мідій, устриць, креветок. Проте кількість таких ферм невелика. Це пов'язано, перш за все, із значним обсягом початкового капіталу, який необхідний для їх відкриття.

## Нові напрямки
Розвиток науки і техніки послужило причиною для виникнення нових напрямків марикультури. По-перше, стало можливим вирощування гідробіонтів, а по-друге, надзвичайно актуальною стала проблема очищення водного середовища від антропогенних забруднень. Розвиток марикультури в Україні має проводитись з урахуванням досліджень екосистемних зв'язків. Нині в Україні марикультура розвивається повільно.

## Інтенсивна марикультура
Інтенсивна марикультура — це штучний вплив на одну або на всі стадії життєвого циклу об'єкта культивування.